# Bildeston
Bildeston är en by (village) och en civil parish i Babergh, Suffolk i sydöstra England. Orten har 1 011 invånare. Den har en kyrka.